# Thelepus cincinnatus
Thelepus cincinnatus — вид багатощетинкових червів родини Terebellidae.

## Поширення
Космополітичний вид. Трапляється у всіх регіонах Світового океану на глибині від 10 до 4000 м.

## Опис
Тіло завдовжки до 20 см. Кількість сегментів може сягати до 100. Забарвлення тіла від рожевого до коричневого, вентральна (нижня) сторона світліша. На голові є декілька довгих щупалець, якими хробак живиться.

## Спосіб життя
Хробак живе на дні будь-якого типу — від мулистого то кам'янистого. Може будувати трубочки з піску, де переховується від хижаків. Живиться органічними частинками, які виловлює щупальцями з води, або детритом з мулу. Розмноження відбувається цілорічно, личинки непелагічні.